# Morti nel 2002/Aprile
| Questa pagina contiene informazioni ricavate automaticamente dalle voci biografiche con l'ausilio del template Bio e di un bot. L'aggiornamento è periodico e automatico e ricostruisce completamente la pagina. Se manca una persona in questa lista, sei pregato di non aggiungerla, ma accertati piuttosto che la sua voce biografica contenga il template Bio e che i dati anagrafici siano correttamente compilati. Se il template Bio manca, inseriscilo tu stesso o, in alternativa, metti l'avviso {{tmp\|Bio}} che ne segnala la mancanza. Se i dati riportati sono sbagliati, correggi direttamente la voce biografica; le modifiche saranno visibili in questa lista entro pochi giorni. Per chiarimenti vedi il progetto biografie. La lista contiene solo le 125 persone che sono citate nell'enciclopedia e per le quali è stato implementato correttamente il template Bio. Pagina aggiornata al 18 ago 2025. |

- 1º aprile - Tonino Cervi, regista e produttore cinematografico italiano (n. 1929)
- 1º aprile - Simo Häyhä, militare finlandese (n. 1905)
- 1º aprile - Sergej Isakov, schermidore sovietico (n. 1952)
- 1º aprile - Kees Mijnders, calciatore olandese (n. 1912)
- 1º aprile - Karl Roßmann, militare tedesco (n. 1916)
- 2 aprile - Herbert A. Cahn, numismatico e archeologo tedesco (n. 1915)
- 2 aprile - Ike Clarke, allenatore di calcio e calciatore inglese (n. 1915)
- 2 aprile - Lorenzo Gestri, politico e storico italiano (n. 1943)
- 2 aprile - Jack Kruschen, attore canadese (n. 1922)
- 2 aprile - John Robinson Pierce, ingegnere e scrittore di fantascienza statunitense (n. 1910)
- 2 aprile - Biagio Pinto, politico e medico italiano (n. 1910)
- 2 aprile - Ernst Stojaspal, calciatore austriaco (n. 1925)
- 2 aprile - Shigeo Sugimoto, calciatore giapponese (n. 1926)
- 3 aprile - Emanuel Attard, calciatore maltese (n. 1934)
- 3 aprile - Heinz Drache, attore e doppiatore tedesco (n. 1923)
- 3 aprile - Fad Gadget, musicista e cantante britannico (n. 1956)
- 3 aprile - Lance Stephens, cestista canadese (n. 1937)
- 4 aprile - Francesco Capotorti, giurista e giudice italiano (n. 1925)
- 4 aprile - Vitaliano Caruso, compositore, arrangiatore e produttore discografico italiano (n. 1921)
- 4 aprile - Luciano Masiero, calciatore italiano (n. 1936)
- 4 aprile - Davide Mosconi, fotografo, musicista e designer italiano (n. 1941)
- 5 aprile - Voldemārs Bērziņš, calciatore lettone (n. 1905)
- 5 aprile - Kim Won-gyun, compositore nordcoreano (n. 1917)
- 5 aprile - Gigi Marsico, cestista e allenatore di pallacanestro italiano (n. 1920)
- 5 aprile - Layne Staley, cantante statunitense (n. 1967)
- 5 aprile - Ben Warley, cestista statunitense (n. 1936)
- 6 aprile - Giorgio Vestri, politico italiano (n. 1929)
- 6 aprile - Judith Wood, attrice statunitense (n. 1906)
- 7 aprile - John Agar, attore statunitense (n. 1921)
- 7 aprile - Bobby Astyr, attore pornografico e musicista statunitense (n. 1937)
- 7 aprile - Bassano Vaccarini, scultore, pittore e scenografo italiano (n. 1914)
- 7 aprile - Georges Van Coningsloo, ciclista su strada belga (n. 1940)
- 7 aprile - Conny Vandenbos, cantante olandese (n. 1937)
- 8 aprile - Nigel Bagnall, generale britannico (n. 1927)
- 8 aprile - Alessio Falanga, presbitero e francescano italiano (n. 1940)
- 8 aprile - María Félix, attrice messicana (n. 1914)
- 8 aprile - Saeed Hanaei, serial killer iraniano (n. 1962)
- 8 aprile - Giacomo Mancini, politico italiano (n. 1916)
- 8 aprile - Josef Svoboda, scenografo e regista teatrale ceco (n. 1920)
- 8 aprile - Laurel Rose Willson, scrittrice statunitense (n. 1941)
- 9 aprile - Roy Dwight, allenatore di calcio e calciatore inglese (n. 1933)
- 9 aprile - Pat Flaherty, pilota automobilistico statunitense (n. 1926)
- 9 aprile - Aleksandr Alekseevič Galkin, poeta, traduttore e romanziere russo (n. 1928)
- 9 aprile - Leopold Vietoris, matematico e supercentenario austriaco (n. 1891)
- 10 aprile - Haim Cohn, giurista, politico e saggista israeliano (n. 1911)
- 10 aprile - Ed Fleming, cestista e allenatore di pallacanestro statunitense (n. 1933)
- 10 aprile - Yuji Hyakutake, astronomo giapponese (n. 1950)
- 10 aprile - Aleksandr Dmitrievič Kuročkin, regista sovietico (n. 1926)
- 11 aprile - Lidia Barbieri Sacconaghi, sciatrice alpina italiana (n. 1945)
- 11 aprile - Park Jung-tae, artista marziale sudcoreano (n. 1943)
- 11 aprile - Giorgio Luciano Verda, politico italiano (n. 1923)
- 12 aprile - Abram Aronovič Narodickij, regista cinematografico sovietico (n. 1906)
- 13 aprile - Alex Baroni, cantautore italiano (n. 1966)
- 13 aprile - Scipio Colombo, baritono italiano (n. 1910)
- 13 aprile - Ivan Desny, attore svizzero (n. 1922)
- 13 aprile - Tommaso Federici, scrittore e giornalista italiano (n. 1927)
- 13 aprile - Oreste Piccioni, fisico italiano (n. 1915)
- 13 aprile - Fausto Radici, sciatore alpino italiano (n. 1953)
- 13 aprile - Álvaro Salvadores, cestista cileno (n. 1928)
- 13 aprile - Desmond Titterington, pilota automobilistico britannico (n. 1928)
- 14 aprile - Fulvio Apollonio, giornalista italiano (n. 1923)
- 14 aprile - Buck Baker, pilota automobilistico statunitense (n. 1919)
- 14 aprile - Zdeněk Chlup, cestista cecoslovacco (n. 1922)
- 14 aprile - Bobby Holm, cestista statunitense (n. 1919)
- 15 aprile - André-Marie Dubarle, presbitero e teologo francese (n. 1910)
- 15 aprile - Bent Hansen, economista danese (n. 1920)
- 15 aprile - Damon Knight, scrittore di fantascienza, curatore editoriale e critico letterario statunitense (n. 1922)
- 15 aprile - Byron White, magistrato e giocatore di football americano statunitense (n. 1917)
- 16 aprile - Olivier Eggimann, calciatore svizzero (n. 1919)
- 16 aprile - Ramiro de León Carpio, politico guatemalteco (n. 1942)
- 16 aprile - Antonio Nicotra, attore italiano (n. 1908)
- 16 aprile - Marcel Stern, velista svizzero (n. 1922)
- 16 aprile - Robert Urich, attore statunitense (n. 1946)
- 17 aprile - Rune Öberg, pallanuotista svedese (n. 1922)
- 18 aprile - Mītsos Dīmītriou, calciatore greco (n. 1948)
- 18 aprile - Jerry Heidenreich, nuotatore statunitense (n. 1950)
- 18 aprile - Thor Heyerdahl, antropologo, esploratore e regista norvegese (n. 1914)
- 18 aprile - Wayne Hightower, cestista statunitense (n. 1940)
- 18 aprile - Wahoo McDaniel, wrestler e giocatore di football americano statunitense (n. 1938)
- 19 aprile - Jean-Pierre Destrumelle, calciatore e allenatore di calcio francese (n. 1941)
- 19 aprile - Reginald Rose, sceneggiatore statunitense (n. 1920)
- 19 aprile - Rafael Tello, avvocato, presbitero e teologo argentino (n. 1917)
- 20 aprile - Vlastimil Brodský, attore ceco (n. 1920)
- 20 aprile - Edoardo Calleri, imprenditore e politico italiano (n. 1927)
- 20 aprile - Pierre Rapsat, cantautore belga (n. 1948)
- 21 aprile - Romana Calligaris, nuotatrice italiana (n. 1924)
- 21 aprile - Juan Carlos Mesías, calciatore uruguaiano (n. 1933)
- 22 aprile - Albrecht Becker, produttore cinematografico, fotografo e attore tedesco (n. 1906)
- 22 aprile - Giacinto Froggio, politico italiano (n. 1919)
- 22 aprile - Linda Lovelace, attrice pornografica statunitense (n. 1949)
- 22 aprile - Victor Weisskopf, fisico austriaco (n. 1908)
- 23 aprile - Manfred Bieler, scrittore tedesco (n. 1934)
- 23 aprile - Ardito Cristiani, militare e aviatore italiano (n. 1913)
- 23 aprile - Bob Faught, cestista statunitense (n. 1921)
- 23 aprile - Sam Francis, giocatore di football americano e allenatore di football americano statunitense (n. 1913)
- 23 aprile - Dante Paolini, calciatore italiano (n. 1919)
- 23 aprile - Tibor Simon, allenatore di calcio e calciatore ungherese (n. 1965)
- 24 aprile - Jack Johnson, calciatore e allenatore di calcio danese (n. 1924)
- 24 aprile - Luda Schnitzer, scrittrice e giornalista francese (n. 1913)
- 24 aprile - Arminio Wachsberger, dirigente d'azienda italiano (n. 1913)
- 24 aprile - Lucien Wercollier, scultore lussemburghese (n. 1908)
- 25 aprile - Michael Bryant, attore britannico (n. 1928)
- 25 aprile - Gundolf Ernst, geologo, mineralogista e paleontologo tedesco (n. 1930)
- 25 aprile - Lisa Lopes, rapper, cantante e compositrice statunitense (n. 1971)
- 25 aprile - Jarosław Śmigielski, cestista polacco (n. 1914)
- 26 aprile - Salvo Basso, poeta italiano (n. 1963)
- 26 aprile - Vincenzo Caianiello, giurista, magistrato e politico italiano (n. 1932)
- 26 aprile - Tore Svensson, calciatore svedese (n. 1927)
- 26 aprile - Hans Heinrich Thyssen-Bornemisza de Kászon, imprenditore e collezionista d'arte olandese (n. 1921)
- 26 aprile - Steve Tshwete, politico sudafricano (n. 1938)
- 27 aprile - Guila Bustabo, violinista statunitense (n. 1916)
- 27 aprile - George Alec Effinger, autore di fantascienza statunitense (n. 1947)
- 27 aprile - Ruth Handler, imprenditrice statunitense (n. 1916)
- 27 aprile - Arthur Owen, pilota automobilistico britannico (n. 1915)
- 27 aprile - Joseph Rego-Costa, calciatore statunitense (n. 1919)
- 27 aprile - Giuliano Ruggieri, geologo e paleontologo italiano (n. 1919)
- 28 aprile - Francesco Franzoni, calciatore italiano (n. 1904)
- 28 aprile - Aleksandr Ivanovič Lebed', generale e politico russo (n. 1950)
- 28 aprile - Liu Qiong, attore e regista cinese (n. 1913)
- 28 aprile - Diosdado Simón, biologo e botanico spagnolo (n. 1954)
- 28 aprile - Lou Thesz, wrestler e culturista statunitense (n. 1916)
- 29 aprile - Sune Andersson, calciatore e allenatore di calcio svedese (n. 1921)
- 29 aprile - Stan Lynn, calciatore inglese (n. 1928)
- 30 aprile - Domenico Cieri, direttore di coro e musicologo italiano (n. 1935)
- 30 aprile - Charlotte von Mahlsdorf, antiquaria tedesca (n. 1928)